# Agnantiá
Agnantiá är en ort i Grekland.   Den ligger i prefekturen Trikala och regionen Thessalien, i den centrala delen av landet, 280 km nordväst om huvudstaden Aten. Agnantiá ligger 705 meter över havet och antalet invånare är 601.
Terrängen runt Agnantiá är kuperad, och sluttar österut. Runt Agnantiá är det glesbefolkat, med 10 invånare per kvadratkilometer. Närmaste större samhälle är Panagía, 14,0 km sydväst om Agnantiá. Omgivningarna runt Agnantiá är en mosaik av jordbruksmark och naturlig växtlighet.